# Матильда Тосканська
Матильда Каносська (лат. Mathildis, італ. Matilde di Canossa; 1046 — 24 липня 1115), більш відома як Матильда Тосканська (нім. Mathilde von Tuszien) або Велика Графиня (італ. la Gran Contessa) — маркграфиня Тосканська (1076—1115), головна італійська прихильниця папи Григорія VII у його протистоянні з імператором Священної Римської імперії Генріхом IV під час боротьби за інвеституру.

## Дитинство та регентство
Її батьком був маркграф Тосканський Боніфацій III, наймогутніший князь Північної Італії того часу. Був графом (або правителем) Брешії, Каносси, Феррари, Флоренції, Лукки, Мантуї, Модени, Пізи, Пістої, Парми, Реджо і Верони. Матір'ю Матільди була Беатриса, дочка герцога Лотаринзького Фрідріха II і Матильди, дочки герцога Швабського Германа II.

## Конфлікт між Генріхом IV і папами

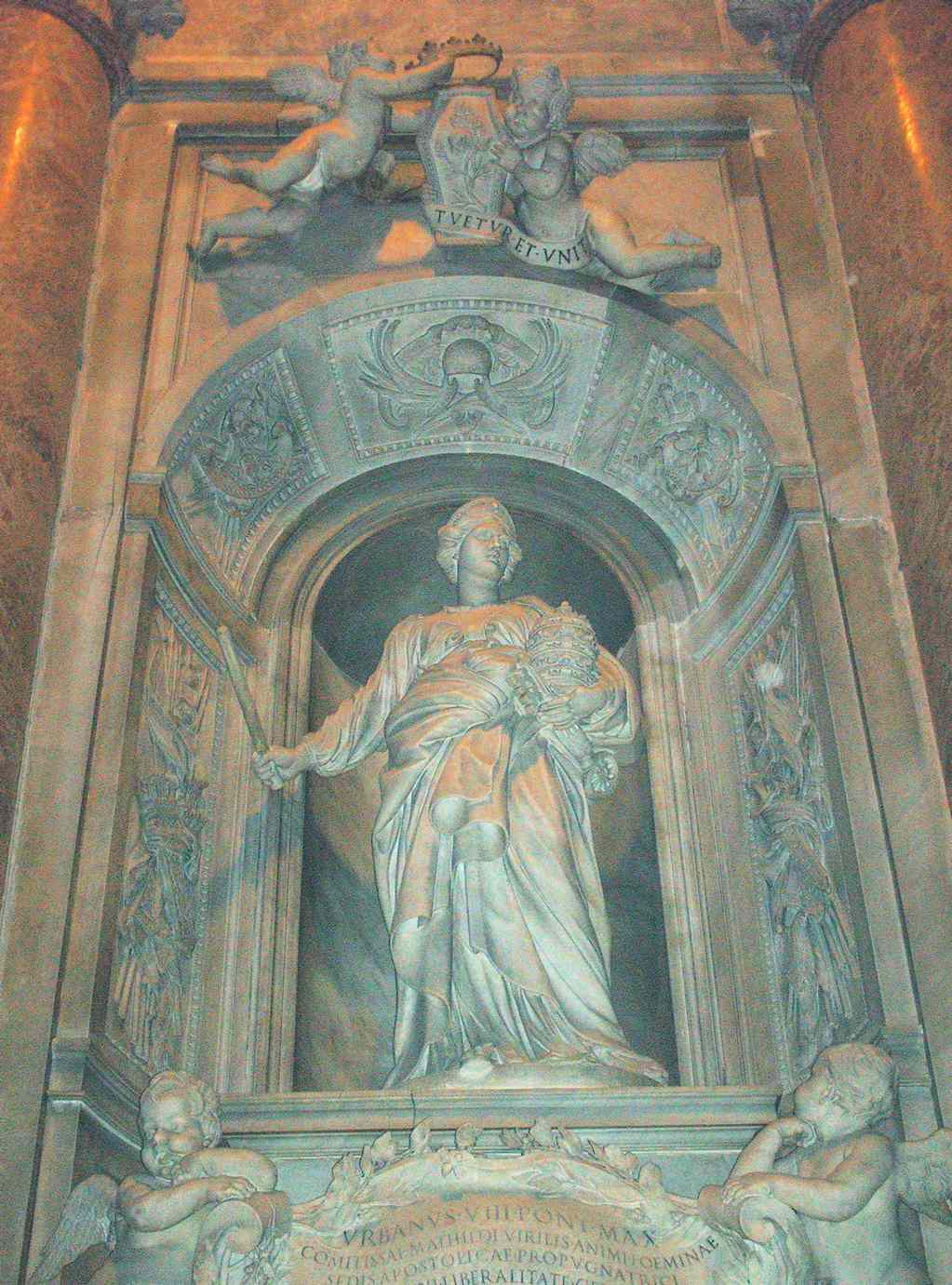
Матільда Каносська
робота Берніні в Соборі Святого Петра (Рим).

У 1069 році з політичних міркувань таємно одружилась з герцогом Лотаринзьким Годфрідом IV, який помер у 1076 році.
У її замку в Каноссі Григорій VII переховувався від Генріха IV, який у 1077 році приходив до нього туди на покаяння під час відомого «приниження в Каноссі». Коли в 1081 році Генріх IV напав на Григорія, Матильда запобігла повному розгрому папи, і після смерті Григорія продовжувала ворогувати з Генріхом.
У 1089 році погодилась, на прохання папи Урбана II, на другий таємний шлюб з 18-річним Вельфом V, сином баварського герцога Вельфа IV, головного супротивника Генріха IV в імперії. Цей шлюб був розірваний у 1095 році.
Пізніше Матильда підтримала повстання Конрада і Генріха V проти батька.
Померла у 1115 року від подагри в Реджоло. Свої землі та помістя Матильда заповіла римській церкві.

## Родина
1 Чоловік — Годфрід IV (? — 1076), герцог Нижньої Лотаригії
Діти:
- Беатриса (1071) — померла в рік народження

2 Чоловік (з 1089) — Вельф V (1073—1120), герцог Баварський, старший син Вельфа IV. Розлучились взимку 1095 року
Діти:
- невідома дочка

## У культурі
Є однією з персонажів історичного роману «Євпраксія» Павла Загребельного.